# Stotzard
Stotzard ist ein Pfarrdorf und Ortsteil des Marktes Aindling im Landkreis Aichach-Friedberg, der zum Regierungsbezirk Schwaben in Bayern gehört. Im örtlichen westmittelbairischen Dialekt heißt der Ort Stouzad.

## Geographie
Stotzard liegt südöstlich von Aindling auf der Hochfläche des Unteren Lechrains der Aindlinger Terrassentreppe. Naturräumlich gehört es also zur Donau-Iller-Lech-Platte, die wiederum Teil des Alpenvorlandes ist, eine der Naturräumlichen Haupteinheiten Deutschlands.

Die Nachbarorte von Stotzard sind direkt südlich angrenzend Gaulzhofen, im Norden der Hauptort Aindling und Arnhofen, im Osten Hausen und Weichenberg und im Westen Rehling und sein Ortsteil Allmering.

## Geschichte

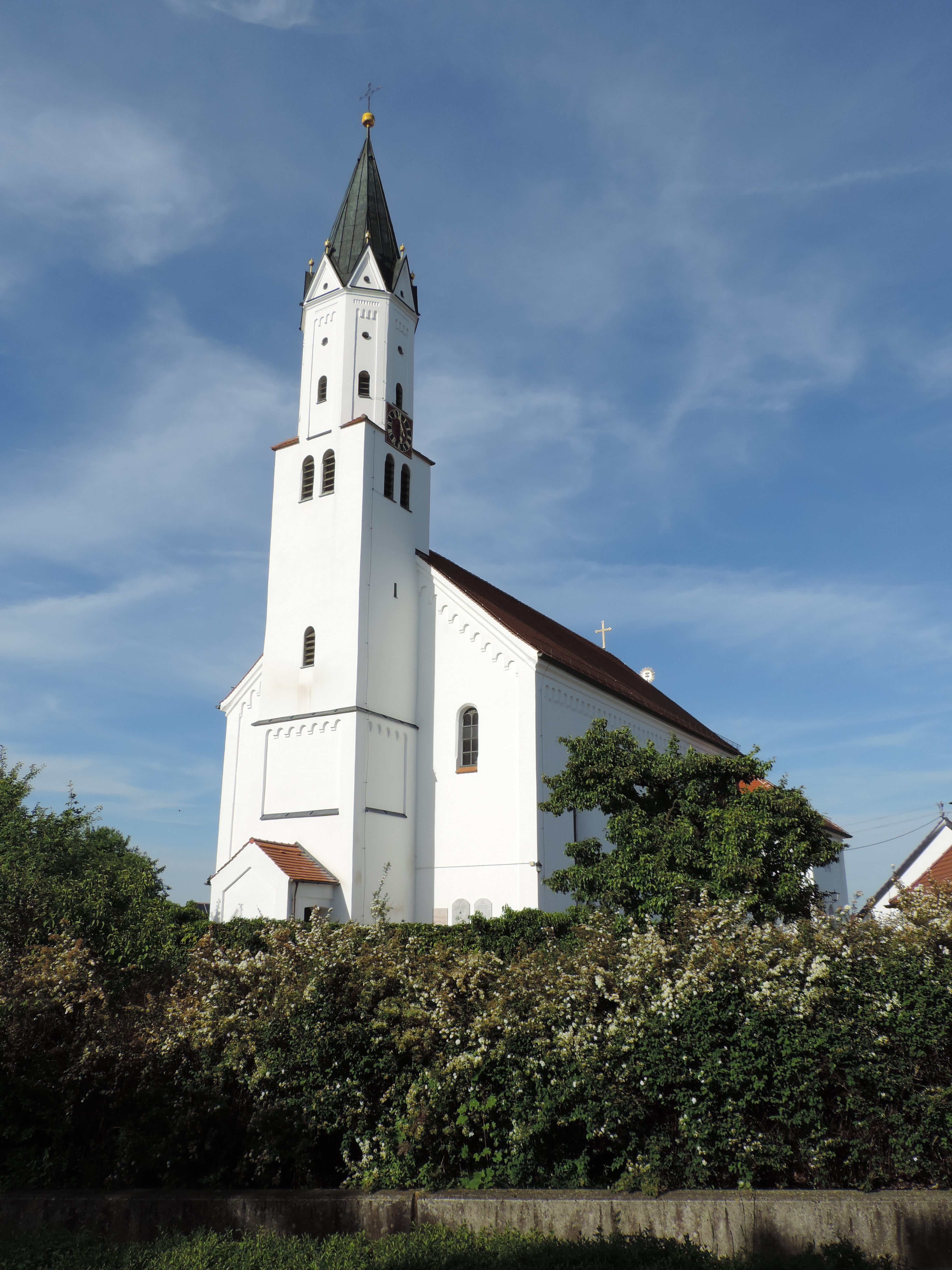
Pfarrkirche St. Peter

Die katholische Pfarrei Sankt Peter in Stotzard gehört zur Pfarreiengemeinschaft Rehling im Dekanat Aichach-Friedberg im Bistum Augsburg. Zur Pfarrei gehören auch noch Arnhofen, Gaulzhofen, Hausen, Neßlach und Rohrbach.
Bis zum 1. Oktober 1971 gehörte Stotzard als selbstständige Gemeinde zum Landkreis Aichach und wurde dann im Zuge der Gebietsreform in Bayern in den Markt Aindling eingemeindet. Am 1. Juli 1972 wurde Aindling mit seinen Ortsteilen dem neugegründeten Landkreis Aichach-Friedberg zugeschlagen, der bis zum 1. Mai 1973 den Namen Landkreis Augsburg-Ost trug.

## Bodendenkmäler
Siehe: Liste der Bodendenkmäler in Aindling

## Persönlichkeiten
- Caspar Huberinus (* 1500 in Stotzard; † 1553 in Öhringen), evangelischer Theologe, Erbauungsschriftsteller, Kirchenlieddichter und Reformator